# 1850年の相撲
1850年の相撲（1850ねんのすもう）は、1850年の相撲関係のできごとについて述べる。

## 興行
- 3月場所（江戸相撲）[1]
  - 興行場所:本所回向院
  - 5月6日（旧3月25日）より晴天10日間興行
- 7月場所（大坂相撲）[2]
  - 興行場所:天満砂原屋敷
- 11月場所（江戸相撲）[3]
  - 興行場所:本所回向院
  - 12月23日（旧11月20日）より晴天10日間興行